# عملية تقاطع ياجور

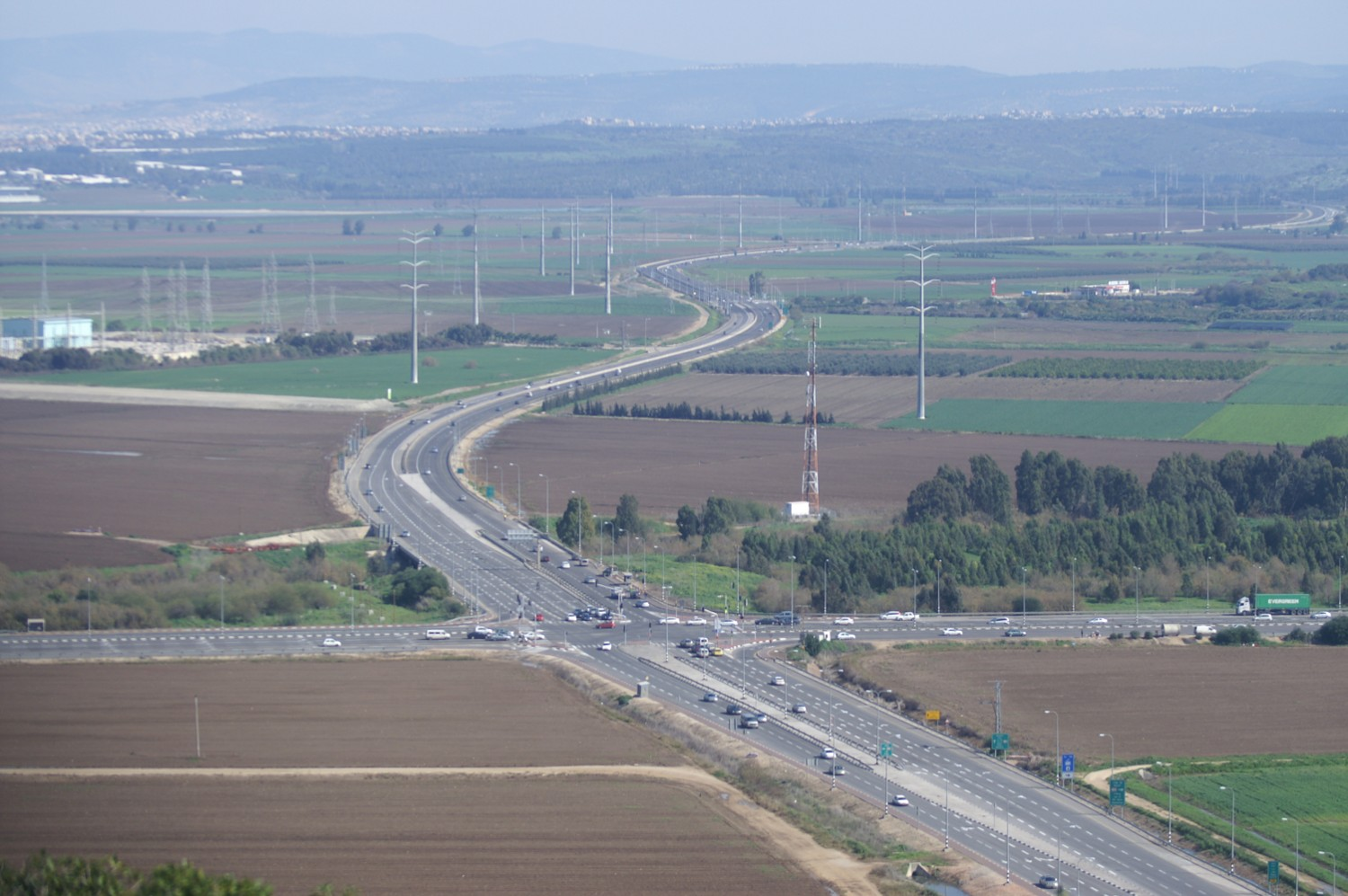
تقاطع ياجور

عملية تفجير حافلة تقاطع ياجور هي عملية انتحارية وقعت في 10 أبريل 2002 على خط حافلات الركاب إيجد والذي كانت تمر عبر تقاطع ياجور في شمال الكيان المحتل. قتل 8 أشخاص في الهجوم وجرح 19 شخصًا. وجاء ذلك رداً لعملية "السور الواقي"التي أطلقها رئيس الوزراء الإسرائيلي الأسبق «ارئيل شارون» ووزير حربه «شاؤول موفاز» عام 2002، لاستئصال المقاومة الفلسطينية.

## العملية
يوم الأربعاء، حوالي الساعة 7:15 صباحًا في 10 أبريل 2002، تمكن القسامي أيمن أبو الهيجا (23 عاماً) ابن كتائب الشهيد عز الدين القسام من اختراق كل تحصينات الاحتلال العسكرية والأمنية واجتاز الخط الأخضر المؤدي للأراضي الفلسطينية المحتلة عام 48، قادماً من مخيم جنين بالضفة الغربية؛ ليفجر نفسه في حافلة إيجد التي كانت تقل جنوداً في طريقها من حيفا إلى القدس. وقع الانفجار أثناء مرور الحافلة بالقرب من كيبوتس ياجور. كان تقدير الشرطة الاحتلال أن الانتحاري استقل الحافلة في أول محطة لها في حيفا وفجر القنبلة بعد خمسة كيلومترات فقط.
قُتل ثمانية أشخاص في الهجوم وجُرح 19 آخرون، ثلاثة منهم في حالة خطيرة. وكان معظم الجرحى من الجنود ورجال الشرطة الإسرائيليين. كما تسببت قوة الانفجار في إتلاف العديد من المركبات على مقربة.

### القتلى[2]
| - شرطة الحدود العريف. كيرن فرنكو، 18 سنة، من كريات يام - شرطة الحدود العريف. نوعة شلومو، 18 سنة، من نهاريا - الرقيب الإسرائيلي. (احتياط. شلومو بن حاييم، 26 عاماً من كريات يام) - الرقيب. (احتياط. نير دنيئيلي، 24 عاماً، من كريات آتا) | - الرقيب.. (احتياط. زئيف حنيق، 24 عاماً، من كرميئيل - الرقيب الإسرائيلي ميخائيل فايسمن، 21 سنة، من كريات يام - مدير خدمة السجون شمعون ستيلكول، 34 عاماً، من كريات يام - أفينوعام ألافيا، 26 عامًا، من كريات آتا |

## المسؤول عن العملية
أعلنت كلا من حركة المقاومة الإسلامية حماس ومسؤوليتها عن الهجوم وذكرت أن الشهيد كان فلسطينياً من جنين يدعى أيمن أبو الهيجا. بينما أعلنت حركة الجهاد الإسلامي «سرايا القدس» مسؤوليتها عن العملية الاستشهادية وأطلقت اسم «عملية كسر السور الواقي والصعود إلى متسادا يهودية جديدة»، وقد أعلنت «سرايا القدس» أن منفذ العملية هو راغب أحمد عزت جرادات (17 عاماً) من سيلة الحارثية بمنطقة جنين. 

## بعد العملية
أطلق جيش الإسرائيلي العنان لقواته لابادة مخيم جنين انتقاماً لعمليات المقاومة التي استمرت ثمانية أيام واخرها عملية تفجير حافلة تقاطع ياجور، والتي قتل فيها ضابط كبير من وحدة جولاني وجرح آخرون، وتحت القصف بصواريخ طائرات اف 16 ومروحيات الاباتشي سيطرت إسرائيل على مخيم جنين، ونفذت اعدامات جماعية لمقاتلين ظلوا يقاومون بعد نفاد ذخيرتهم، فيما هدمت الجرافات المنازل، وحفرت قبورا جماعية لاخفاء معالم المجازر التي أدت إلى استشهاد مئات من الفلسطينيين.

## روابط خارجية
- الاستشهادي المجاهد«راغب أحمد جرادات»: من وسط معركة جنين انطلق وزلزل عرش الصهاينة
- MASTAST TURMOIL: حيفا؛ غارة انتحارية جديدة تلقي بظلال من الشك على الاستراتيجية الإسرائيلية - نُشرت في صحيفة نيويورك تايمز في 11 أبريل 2002
- قتل مفجر حافلة إسرائيلي 8[وصلة مكسورة] - نُشر على شاشة تلفزيون WSB في 10 أبريل 2002